# 불모지대
《불모지대》(일본어: 不毛地帯 후모치타이[*])는 일본의 작가 야마사키 도요코의 소설이다. 한국어판은 청조사에서 1978년 5권의 전집류로 출판하였다.
사실상, 박정희 전 대통령의 관동군 시절 상사이기도 했던 우익 기업인 세지마 류조의 일대기를 주축으로, 일본의 종합상사(總合商社)가 형성되는 과정을 그린 소설이다. 일본의 종합상사의 조직은 구 일본군의 조직을 원용해서 만들어진 것이다.
2009년 10-12월, 동명의 소설을 원작으로 일본에서 드라마를 만들었다.

## 드라마

### 2009년판
2009년 10월 15일부터 2010년 3월 11일까지 후지 TV의 목요극장 시간대인 목요일 22:00-22:54 (일본 표준시)에 〈후지 TV 개국 50주년 기념 드라마〉로 2분기 연속 방송됐다.
후지 TV에서 6년전인 2003년에 방송된 《하얀 거탑》 (후지 TV 개국 45주년 기념 드라마)과 동일하게 주연은 가라사와 도시아키, 방송 시간대도 같은 목요극장 시간대에 방송됐다. 10월 15일 첫화는 2시간 18분 스페셜로 방송됐다.

#### 출연진
- 이키 다다시: 가라사와 도시아키

이키 집안
- 이키 요시코: 와쿠이 에미
- 이키(→사메지마) 나오코: 다베 미카코
- 이키 마코토: 다카하시 다이라 (제1화~제4화), 사이토 다쿠미 (청년기, 제5화 ~)

아키쓰 집안
- 아키쓰 중장·아키쓰 노리타케: 나카무라 아쓰오
- 아키쓰 세이키: 사사키 구라노스케
- 아키쓰 지사토: 고유키
- 아키쓰 노리쓰구 (지사토의 작은아버지)

방위청
- 가와마타 이사오: 야나기바 토시로
- 가이즈카: 단타 야스노리

방위청 관방장.
- 아시다: 후루타 아라타

마이초 신문
- 다하라 히데오: 아베 사다오

대본영·시베리아 시절
- 다니가와 마사하루 (전 육군대좌): 하시즈메 이사오
- 스즈키관동군참모장: 가쓰베 노부유키

클럽
- 베니코: 아마미 유키

도쿄 상사
- 사메지마 다쓰조(항공기부장): 엔도 겐이치

정재계
- 히사마쓰 세이조 (경기청장관): 이토 시로
- 오카와 이치로 (총무회장): 가메이시 세이이치로

긴키 상사
- 다이몬 이치조: 하라다 요시오
- 사토이 다쓰야: 기시베 잇토쿠
- 효도 신이치로: 다케노우치 유타카
- 마쓰모토: 사이키 시게루
- 후와 슈사쿠: 아난 겐지
- 이치마루 마쓰지로 (전무→부사장): 야마다 메이교
- 가쿠타 (신생 업무본부장): 사사이 에이스케
- 고이데 (전 사원): 마쓰시게 유타카

아메리카 긴키상사
- 가이베 가나메: 가지하라 젠
- :하카마다 요시히코
- :야마자키 시게노리
- 하루에 (가정부): 요시유키 가즈코

지요다 자동차
- 모리 (사장): 오바야시 다케시
- 무라야마 (영업담당 상무): 다무라 료
- 고마키 (기술담당 상무): 오노 다케히코

한국·정계
- 최 (대통령): 쓰루다 시노부

한국·광성물산
- 이석원 (회장): 에노키 다카아키

가족
- 다이몬 후지코 (다이몬 이치조의 아내)
- 사토이 가쓰에 (사토이 다쓰야의 아내)

#### 메인 테마
- 사카모토 류이치

#### 주제가
- 톰 웨이츠 〈Tom Traubert's Blues〉